# Gunung Ayun
Gunung Ayun är ett berg i Indonesien.   Det ligger i provinsen Aceh, i den västra delen av landet, 1 700 km nordväst om huvudstaden Jakarta. Toppen på Gunung Ayun är 548 meter över havet, eller 131 meter över den omgivande terrängen. Bredden vid basen är 1,1 km.
Terrängen runt Gunung Ayun är kuperad norrut, men söderut är den bergig. Terrängen runt Gunung Ayun sluttar norrut.  Trakten runt Gunung Ayun är nära nog obefolkad, med mindre än två invånare per kvadratkilometer. Närmaste större samhälle är Reuleuet, 13,5 km nordost om Gunung Ayun. I omgivningarna runt Gunung Ayun växer i huvudsak städsegrön lövskog.